# Challenge Cup 1998
Der Challenge Cup 1998 (aus Sponsoringgründen auch als Silk Cut Challenge Cup bezeichnet) war die 97. Ausgabe des jährlichen Rugby-League-Turniers Challenge Cup. Im Finale gewannen die Sheffield Eagles 17:8 gegen die Wigan Warriors und gewannen damit das Turnier zum ersten Mal.

## Erste Runde
An der ersten Runde nahmen 60 Mannschaften teil, die hauptsächlich aus den Divisionen 1 und 2 der National Conference stammten. Mit den Dublin Blues nahm zudem das erste Mal eine irische Mannschaft am Challenge Cup teil. Die Spiele fanden am 5. und 6. Dezember 1997 statt, abgesehen von einem Wiederholungsspiel, das am 13. Dezember stattfand.
|  | Worth Village | 32 : 4 | Fulham Travellers |  |
|  |               |        |                   |  |

| w.o. für Charleston | Charleston | v | West London Colonials |  |
| w.o. für Charleston |            |   |                       |  |

|  | West Bowling | 18 : 24 | Thornhill Trojans |  |
|  |              |         |                   |  |

|  | Redhill | 36 : 12 | Wigan St Judes |  |
|  |         |         |                |  |

|  | Oulton Raiders | 36 : 16 | Loughborough University |  |
|  |                |         |                         |  |

| w.o. für Wigan | Wigan Rose Bridge | v | Kells |  |
| w.o. für Wigan |                   |   |       |  |

|  | Normanton Knights | 14 : 14 | Folly Lane |  |
|  |                   |         |            |  |

|  | Leigh East | 18 : 4 | East Hull |  |
|  |            |        |           |  |

| w.o. für Skirlaugh | Skirlaugh Bulls | v | Blackpool Gladiators |  |
| w.o. für Skirlaugh |                 |   |                      |  |

|  | Moldgreen | 18 : 8 | Barrow Island |  |
|  |           |        |               |  |

|  | Blackbrook Royals | 17 : 23 | Haydock |  |
|  |                   |         |         |  |

|  | Dewsbury Moor | 32 : 7 | Dublin Blues |  |
|  |               |        |              |  |

|  | Teesside Steelers | 10 : 48 | Leeds University |  |
|  |                   |         |                  |  |

|  | New Earswick All Blacks | 6 : 34 | BRK |  |
|  |                         |        |     |  |

|  | Milford Marlins | 6 : 16 | Queens |  |
|  |                 |        |        |  |

|  | London Skolars | 10 : 12 | Myton Warriors |  |
|  |                |         |                |  |

|  | Ideal ABI | 5 : 30 | Hunslet Warriors |  |
|  |           |        |                  |  |

|  | Ellenborough | 40 : 14 | Crosfields |  |
|  |              |         |            |  |

|  | Siddal | 40 : 6 | Lindley Swifts |  |
|  |        |        |                |  |

|  | Eccles | 12 : 26 | Featherstone Lions |  |
|  |        |         |                    |  |

|  | Broughton Red Rose | 14 : 24 | Hull Dockers |  |
|  |                    |         |              |  |

|  | Millom | 22 : 2 | York Acorn |  |
|  |        |        |            |  |

|  | Ovenden | 18 : 16 | Dodworth |  |
|  |         |         |          |  |

|  | Waterhead | 28 : 4 | Westgate Redoubt |  |
|  |           |        |                  |  |

|  | Stanningley | 50 : 16 | Nottingham Crusaders |  |
|  |             |         |                      |  |

|  | Shaw Cross | 0 : 20 | Clayton |  |
|  |            |        |         |  |

|  | Farnworth | 26 : 12 | Lowca |  |
|  |           |         |       |  |

|  | Queensbury | 24 : 16 | East Leeds |  |
|  |            |         |            |  |

|  | Liverpool John Moores University | 16 : 40 | Eastmoor Dragons |  |
|  |                                  |         |                  |  |

| w.o. für Norland | Norland | v | Westfield |  |
| w.o. für Norland |         |   |           |  |

| 13. Dezember | Folly Lane | 22 : 15 | Normanton Knights |  |
| 13. Dezember |            |         |                   |  |

## Zweite Runde
In der zweiten Runde trafen die Gewinner der ersten Runde auf Mannschaften aus der Premier Division der National Conference. Die Spiele fanden am 20. und 21. Dezember 1997 statt, abgesehen von einigen Wiederholungsspielen und verschobenen Spielen, die am 27. und 28. Dezember stattfanden.
|  | Charleston | 8 : 34 | Saddleworth Rangers |  |
|  |            |        |                     |  |

|  | Eastmoor Dragons | 40 : 8 | Leeds University |  |
|  |                  |        |                  |  |

|  | Worth Village | 4 : 52 | Thornhill Trojans |  |
|  |               |        |                   |  |

|  | Moldgreen | 22 : 20 | Siddal |  |
|  |           |         |        |  |

|  | Redhill | 14 : 19 | Lock Lane |  |
|  |         |         |           |  |

|  | Folly Lane | 37 : 14 | Askam |  |
|  |            |         |       |  |

|  | Hunslet Warriors | 14 : 6 | Millom |  |
|  |                  |        |        |  |

|  | BRK | 20 : 18 | Leigh East |  |
|  |     |         |            |  |

|  | Walney Central | 12 : 12 | Leigh Miners Rangers |  |
|  |                |         |                      |  |

|  | Woolston Rovers | 22 : 0 | Oldham St Annes |  |
|  |                 |        |                 |  |

|  | Haydock | 11 : 0 | Waterhead |  |
|  |         |        |           |  |

|  | Stanningley | 10 : 37 | Farnworth |  |
|  |             |         |           |  |

|  | Wigan Rose Bridge | 8 : 37 | West Hull |  |
|  |                   |        |           |  |

|  | Myton Warriors | 0 : 52 | Norland |  |
|  |                |        |         |  |

|  | Ellenborough Rangers | 28 : 22 | Queensbury |  |
|  |                      |         |            |  |

|  | Dudley Hill | 14 : 42 | Skirlaugh Bulls |  |
|  |             |         |                 |  |

|  | Queens | 42 : 18 | Beverley |  |
|  |        |         |          |  |

|  | Heworth | 12 : 4 | Clayton |  |
|  |         |        |         |  |

|  | Ovenden | 30 : 22 | Wigan St Patricks |  |
|  |         |         |                   |  |

|  | Dewsbury Moor | 8 : 27 | Oulton Raiders |  |
|  |               |        |                |  |

|  | Rochdale Mayfield | 4 : 28 | Featherstone Lions |  |
|  |                   |        |                    |  |

|  | Egremont Rangers | 22 : 12 | Hull Dockers |  |
|  |                  |         |              |  |

|  | Leigh Miners Rangers | 46 : 4 | Walney Central |  |
|  |                      |        |                |  |

### Playoff
Vor der nächsten Runde fand ein Playoffspiel zwischen den Oldham Roughyeds und einem der Gewinner der zweiten Runde statt. Das lag daran, dass Oldham ursprünglich vom Challenge Cup ausgeschlossen war, aber nachträglich wieder dran teilnehmen durfte. Da zahlreiche der Vereine anboten, gegen Oldham zu spielen, wurde das Playoffspiel durchgeführt, so dass Oldham doch noch teilnehmen konnte.
| 18. Januar | Oldham Roughyeds | 36 : 14 | Heworth | Zuschauer: 2.943 |
| 18. Januar |                  |         |         | Zuschauer: 2.943 |

## Dritte Runde
In der dritten Runde trafen die Gewinner der zweiten Runde auf 18 Mannschaften aus der First und Second Division der RFL Championship. Die Spiele fanden am 31. Januar und 1. Februar 1998 statt.
|  | Keighley Cougars | 66 : 16 | Saddleworth Rangers | Zuschauer: 3.116 |
|  |                  |         |                     | Zuschauer: 3.116 |

|  | York Wasps | 37 : 5 | Norland | Zuschauer: 965 |
|  |            |        |         | Zuschauer: 965 |

|  | Rochdale Hornets | 44 : 4 | Leigh Miners Rangers | Zuschauer: 737 |
|  |                  |        |                      | Zuschauer: 737 |

|  | Doncaster Dragons | 18 : 23 | Featherstone Lions | Zuschauer: 1.012 |
|  |                   |         |                    | Zuschauer: 1.012 |

|  | Wakefield Trinity Wildcats | 44 : 6 | BRK | Zuschauer: 1.369 |
|  |                            |        |     | Zuschauer: 1.369 |

|  | Swinton Lions | 74 : 6 | Folly Lane | Zuschauer: 2.425 |
|  |               |        |            | Zuschauer: 2.425 |

|  | Widnes Vikings | 48 : 8 | Oldham Roughyeds | Zuschauer: 4.500 |
|  |                |        |                  | Zuschauer: 4.500 |

|  | Dewsbury Rams | 40 : 2 | Thornhill Trojans | Zuschauer: 2.355 |
|  |               |        |                   | Zuschauer: 2.355 |

|  | Hull Kingston Rovers | 34 : 16 | Queens | Zuschauer: 1.584 |
|  |                      |         |        | Zuschauer: 1.584 |

|  | Lancashire Lynx | 46 : 0 | West Hull | Zuschauer: 488 |
|  |                 |        |           | Zuschauer: 488 |

|  | Workington Town | 12 : 8 | Haydock | Zuschauer: 1.139 |
|  |                 |        |         | Zuschauer: 1.139 |

|  | Bramley Buffaloes | 10 : 16 | Ellenborough Rangers | Zuschauer: 500 |
|  |                   |         |                      | Zuschauer: 500 |

|  | Featherstone Rovers | 56 : 0 | Woolston Rovers | Zuschauer: 1.126 |
|  |                     |        |                 | Zuschauer: 1.126 |

|  | Batley Bulldogs | 44 : 2 | Oulton Raiders | Zuschauer: 849 |
|  |                 |        |                | Zuschauer: 849 |

|  | Hunslet Hawks | 44 : 12 | Skirlaugh Bulls | Zuschauer: 830 |
|  |               |         |                 | Zuschauer: 830 |

|  | Barrow Raiders | 52 : 8 | Farnworth | Zuschauer: 927 |
|  |                |        |           | Zuschauer: 927 |

|  | Leigh Centurions | 44 : 4 | Hunslet Warriors | Zuschauer: 1.259 |
|  |                  |        |                  | Zuschauer: 1.259 |

|  | Whitehaven Warriors | 48 : 7 | Lock Lane | Zuschauer: 830 |
|  |                     |        |           | Zuschauer: 830 |

|  | Eastmoor Dragons | 14 : 20 | Egremont Rangers | Zuschauer: 600 |
|  |                  |         |                  | Zuschauer: 600 |

|  | Moldgreen | 10 : 20 | Ovenden | Zuschauer: 900 |
|  |           |         |         | Zuschauer: 900 |

## Vierte Runde
In der vierten Runde trafen die Gewinner der dritten Runde auf die Super-League-Vereine. Die Spiele fanden am 14. und 15. Februar statt, abgesehen von einem Spiel, das am 18. Februar stattfand.
| 13. Februar | Egremont Rangers | 18 : 0 | Wokrington Town | Recreation Ground, Whitehaven Zuschauer: 3.054 Schiedsrichter: Ian McGregor |
| 13. Februar | Bericht          |        |                 | Recreation Ground, Whitehaven Zuschauer: 3.054 Schiedsrichter: Ian McGregor |

| 13. Februar | Featherstone Lions | 20 : 56 | Hull Kingston Rovers | Post Office Road, Featherstone Zuschauer: 1.913 Schiedsrichter: Stuart Cummings |
| 13. Februar | Bericht            |         |                      | Post Office Road, Featherstone Zuschauer: 1.913 Schiedsrichter: Stuart Cummings |

| 14. Februar | Leeds Rhinos | 12 : 15 | Castleford Tigers | Headingley Carnegie Stadium, Leeds Zuschauer: 7.067 Schiedsrichter: John Connolly |
| 14. Februar | Bericht      |         |                   | Headingley Carnegie Stadium, Leeds Zuschauer: 7.067 Schiedsrichter: John Connolly |

| 14. Februar | Ovenden | 0 : 74 | Salford City Reds | Thrum Hall, Halifax Zuschauer: 1.415 Schiedsrichter: Ronnie Laughton |
| 14. Februar | Bericht |        |                   | Thrum Hall, Halifax Zuschauer: 1.415 Schiedsrichter: Ronnie Laughton |

| 15. Februar | Barrow Raiders | 22 : 36 | Widnes Vikings | Craven Park, Barrow Zuschauer: 2.415 Schiedsrichter: Steve Lowe |
| 15. Februar | Bericht        |         |                | Craven Park, Barrow Zuschauer: 2.415 Schiedsrichter: Steve Lowe |

| 15. Februar | Batley Bulldogs | 20 : 44 | London Broncos | Mount Pleasant, Batley Zuschauer: 956 Schiedsrichter: Alan Bates |
| 15. Februar | Bericht         |         |                | Mount Pleasant, Batley Zuschauer: 956 Schiedsrichter: Alan Bates |

| 15. Februar | Ellenborough Rangers | 14 : 12 | Hunslet Hawks | Derwent Park, Workington Zuschauer: 1.338 Schiedsrichter: Graham Shaw |
| 15. Februar | Bericht              |         |               | Derwent Park, Workington Zuschauer: 1.338 Schiedsrichter: Graham Shaw |

| 15. Februar | Featherstone Rovers | 24 : 56 | St Helens | Post Office Road, Featherstone Zuschauer: 2.759 Schiedsrichter: Russell Smith |
| 15. Februar | Bericht             |         |           | Post Office Road, Featherstone Zuschauer: 2.759 Schiedsrichter: Russell Smith |

| 15. Februar | Halifax Blue Sox | 28 : 8 | Huddersfield Giants | Thrum Hall, Halifax Zuschauer: 5.862 Schiedsrichter: Steve Ganson |
| 15. Februar | (10:8) Bericht   |        |                     | Thrum Hall, Halifax Zuschauer: 5.862 Schiedsrichter: Steve Ganson |

| 15. Februar | Keighley Cougars | 0 : 76 | Wigan Warriors | Lawkholme Lane, Bradford Zuschauer: 4.700 Schiedsrichter: Steve Presley |
| 15. Februar | Bericht          |        |                | Lawkholme Lane, Bradford Zuschauer: 4.700 Schiedsrichter: Steve Presley |

| 15. Februar | Lancashire Lynx | 28 : 28 | Dewsbury Rams | Deepdale Stadium, Preston Zuschauer: 756 Schiedsrichter: Peter Taberner |
| 15. Februar | Bericht         |         |               | Deepdale Stadium, Preston Zuschauer: 756 Schiedsrichter: Peter Taberner |

| 15. Februar | Leigh Centurions | 11 : 66 | Sheffield Eagles | Hilton Park, Leigh Zuschauer: 1.391 Schiedsrichter: Karl Kirkpatrick |
| 15. Februar | Bericht          |         |                  | Hilton Park, Leigh Zuschauer: 1.391 Schiedsrichter: Karl Kirkpatrick |

| 15. Februar | Rochdale Hornets | 10 : 48 | Bradford Bulls | Spotland Stadium, Rochdale Zuschauer: 5.466 Schiedsrichter: Steve Nicholson |
| 15. Februar | Bericht          |         |                | Spotland Stadium, Rochdale Zuschauer: 5.466 Schiedsrichter: Steve Nicholson |

| 15. Februar | Swinton Lions | 39 : 21 | York Wasps | Gigg Lane, Bury Zuschauer: 780 Schiedsrichter: Alan Burke |
| 15. Februar | Bericht       |         |            | Gigg Lane, Bury Zuschauer: 780 Schiedsrichter: Alan Burke |

| 15. Februar | Wakefield Trinity Wildcats | 6 : 42 | Warrington Wolves | Belle Vue, Wakefield Zuschauer: 2.844 Schiedsrichter: Colin Morris |
| 15. Februar | Bericht                    |        |                   | Belle Vue, Wakefield Zuschauer: 2.844 Schiedsrichter: Colin Morris |

| 15. Februar | Whitehaven Warriors | 12 : 26 | Hull Sharks | Recreation Ground, Whitehaven Zuschauer: 2.030 Schiedsrichter: Robert Connolly |
| 15. Februar | Bericht             |         |             | Recreation Ground, Whitehaven Zuschauer: 2.030 Schiedsrichter: Robert Connolly |

| 18. Februar Wiederholungsspiel | Dewsbury Rams | 31 : 14 | Lancashire Lynx | Crown Flatt, Dewsbury Zuschauer: 850 Schiedsrichter: Peter Taberner |
| 18. Februar Wiederholungsspiel | Bericht       |         |                 | Crown Flatt, Dewsbury Zuschauer: 850 Schiedsrichter: Peter Taberner |

## Fünfte Runde
Die Spiele der fünften Runde fanden am 28. Februar und am 1. März statt.
| 28. Februar | Castleford Tigers | 26 : 21 | Bradford Bulls | Wheldon Road, Castleford Zuschauer: 10.283 Schiedsrichter: Stuart Cummings |
| 28. Februar | Bericht           |         |                | Wheldon Road, Castleford Zuschauer: 10.283 Schiedsrichter: Stuart Cummings |

| 1. März | Dewsbury Rams | 0 : 56 | Wigan Warriors | Crown Flatt, Dewsbury Zuschauer: 3.350 Schiedsrichter: Steve Ganson |
| 1. März | Bericht       |        |                | Crown Flatt, Dewsbury Zuschauer: 3.350 Schiedsrichter: Steve Ganson |

| 1. März | Hull Kingston Rovers | 46 : 24 | Swinton Lions | Craven Park, Hull Zuschauer: 2.551 Schiedsrichter: Karl Kirkpatrick |
| 1. März | Bericht              |         |               | Craven Park, Hull Zuschauer: 2.551 Schiedsrichter: Karl Kirkpatrick |

| 1. März | Hull Sharks | 78 : 0 | Ellenborough Rangers | The Boulevard, Hull Zuschauer: 3.013 Schiedsrichter: Colin Morris |
| 1. März | Bericht     |        |                      | The Boulevard, Hull Zuschauer: 3.013 Schiedsrichter: Colin Morris |

| 1. März | London Broncos | 21 : 18 | Halifax Blue Sox | Stoop Memorial Ground, London Zuschauer: 3.092 Schiedsrichter: Steve Presley |
| 1. März | Bericht        |         |                  | Stoop Memorial Ground, London Zuschauer: 3.092 Schiedsrichter: Steve Presley |

| 1. März | St Helens | 35 : 22 | Warrington Wolves | Knowsley Road, St Helens Zuschauer: 8.499 Schiedsrichter: Russell Smith |
| 1. März | Bericht   |         |                   | Knowsley Road, St Helens Zuschauer: 8.499 Schiedsrichter: Russell Smith |

| 1. März | Sheffield Eagles | 84 : 6 | Egremont Rangers | Don Valley Stadium, Sheffield Zuschauer: 2.500 Schiedsrichter: Peter Taberner |
| 1. März | Bericht          |        |                  | Don Valley Stadium, Sheffield Zuschauer: 2.500 Schiedsrichter: Peter Taberner |

| 1. März | Widnes Vikings | 6 : 48 | Salford City Reds | Lowerhouse Lane, Widnes Zuschauer: 5.000 Schiedsrichter: Robert Connolly |
| 1. März | Bericht        |        |                   | Lowerhouse Lane, Widnes Zuschauer: 5.000 Schiedsrichter: Robert Connolly |

## Viertelfinale
| 14. März | Castleford Tigers | 22 : 32 | Sheffield Eagles | Wheldon Road, Castleford Zuschauer: 7.467 Schiedsrichter: Robert Connolly |
| 14. März | Bericht           |         |                  | Wheldon Road, Castleford Zuschauer: 7.467 Schiedsrichter: Robert Connolly |

| 15. März | London Broncos | 46 : 18 | Hull Kingston Rovers | Stoop Memorial Ground, London Zuschauer: 4.111 Schiedsrichter: John Connolly |
| 15. März | Bericht        |         |                      | Stoop Memorial Ground, London Zuschauer: 4.111 Schiedsrichter: John Connolly |

| 15. März | Salford City Reds | 41 : 10 | Hull Sharks | The Willows, Salford Zuschauer: 6.210 Schiedsrichter: Russell Smith |
| 15. März | Bericht           |         |             | The Willows, Salford Zuschauer: 6.210 Schiedsrichter: Russell Smith |

| 15. März | Wigan Warriors | 22 : 10 | St Helens | Central Park, Wigan Zuschauer: 17.179 Schiedsrichter: Stuart Cummings |
| 15. März | Bericht        |         |           | Central Park, Wigan Zuschauer: 17.179 Schiedsrichter: Stuart Cummings |

## Halbfinale
Die Halbfinale fanden beide in neutralen Spielstätten statt. Die Sheffield Eagles erreichten das erste Mal in ihrer Vereinsgeschichte das Finale. Ihr Sieg wurde allerdings durch eine Unterbrechung überschattet, bei der ein Mann aufs Spielfeld rannte und den Schiedsrichter attackierte.
| 28. März | Sheffield Eagles | 22 : 18 | Salford City Reds | Headingley Carnegie Stadium, Leeds Zuschauer: 6.961 Schiedsrichter: Stuart Cummings |
| 28. März | Bericht          |         |                   | Headingley Carnegie Stadium, Leeds Zuschauer: 6.961 Schiedsrichter: Stuart Cummings |

| 29. März | Wigan Warriors | 38 : 8 | London Broncos | Alfred McAlpine Stadium, Huddersfield Zuschauer: 11.058 Schiedsrichter: Russell Smith |
| 29. März | Bericht        |        |                | Alfred McAlpine Stadium, Huddersfield Zuschauer: 11.058 Schiedsrichter: Russell Smith |

## Finale
| 2. Mai | Sheffield Eagles                                                                 | 17 : 8         | Wigan Warriors                                                    | Wembley Stadium, London Zuschauer: 60.669 Schiedsrichter: Stuart Cummings |
| 2. Mai | Versuche: Crowther, Pinkney, Turner Erhöhungen: Aston (2/3) Dropgoals: Aston (1) | (11:2) Bericht | Versuche: Bell Erhöhungen: Farrell (1/1) Straftritte: Farrell (1) | Wembley Stadium, London Zuschauer: 60.669 Schiedsrichter: Stuart Cummings |

| 1                  | Waisale Sovatabua |
| 2                  | Nick Pinkney      |
| 3                  | Whetu Taewa       |
| 4                  | Keith Senior      |
| 5                  | Matt Crowther     |
| 6                  | Dave Watson       |
| 7                  | Mark Aston        |
| 8                  | Paul Broadbent    |
| 9                  | Johnny Lawless    |
| 10                 | Dale Laughton     |
| 11                 | Paul Carr         |
| 12                 | Darren Shaw       |
| 13                 | Rod Doyle         |
| Auswechselspieler: |                   |
| 14                 | Martin Wood       |
| 15                 | Lynton Stott      |
| 16                 | Darren Turner     |
| 17                 | Michael Jackson   |

| 1                  | Kris Radlinski   |
| 2                  | Mark Bell        |
| 3                  | Gary Connolly    |
| 4                  | Danny Moore      |
| 5                  | Jason Robinson   |
| 6                  | Henry Paul       |
| 7                  | Tony Smith       |
| 8                  | Tony Mestrov     |
| 9                  | Robbie McCormack |
| 10                 | Stephen Holgate  |
| 11                 | Denis Betts      |
| 12                 | Simon Haughton   |
| 13                 | Andrew Farrell   |
| Auswechselspieler: |                  |
| 14                 | Neil Cowie       |
| 15                 | Lee Gilmour      |
| 16                 | Terry O’Connor   |
| 17                 | Mick Cassidy     |